# 自明 (俳人)
自明（じめい、天明4年（1784年） - 文政9年11月12日（1826年12月10日））は、江戸時代後期の俳人。姓は羽田。通称は助左衛門。別号に白羽堂、三夜亭。

## 略歴
天明4年（1784年）に生まれた。加賀国河北郡高松村（現かほく市）出身で、幼名は平太郎。一人息子だった。神童と称され、成田蒼虬の門下に入った。米穀商を経営して生計を立て、羽田家本家の羽田佐兵衛の娘八重と結婚した。八重との間で3男（喜四郎、弥三佐衛門、弥三次郎）2女をもうけ、うち弥三次郎がのちの俳人黒田武亥（文化12年（1815年） - 明治3年（1870年））となる。
寛政9年（1797年）に編纂された暮柳舎希因五十年追悼集『夢のあと』において、わずか14歳の自明は「初秋や水打門の草の月」の句を投稿した。また寛政10年（1798年）に出版された『白峯の春』に自明の俳句「日下坐や霞のおよぶ水広し」が含まれた。享和元年（1801年）刊行の『雨の橋』にも「まちまちに時雨る夜の燈に」の句が含まれた。
弘前藩出身の俳人内海草坡と親しく、草坡は300句からなる自明句集を出版しようとしたが、実現しないまま亡くなった。
文政9年11月12日（1826年12月10日）に死去した。法諡は釋現道。